# Лютка мелкозубая
Лютка мелкозубая, или меднолютка мелкозубчатая, или медянка мелкозубчатая, (лат. Chalcolestes parvidens) — вид стрекоз рода Chalcolestes из семейства Лютки (Lestidae). Ранее считался подвидом лютки зелёной. На сегодняшний день доказано, что данный таксон является самостоятельным видом, симпатричным с люткой зелёной. Самый крупный представитель семейства в фауне России, за исключением Lestes macrostigma.

## Описание
Длина 44—50 мм, длина брюшка 34—39, длина заднего крыла 22—26 мм. Самец имеет длинное, равномерно зелёное тела без голубого воскового налета и одноцветную бурую птеростигму. У самцов нижние анальные придатки с тонкими кончиками, сильно изогнутыми наверх. Дистальный зубчик на внутреннем крае верхних анальных придатков не крупнее базального и ясно смещен назад. У самок нижний край яйцеклада с относительно грубыми зубчиками. Птеростигма одноцветная, бурая. Нижние анальные придатки, если смотреть сверху с тонкими кончиками которые сильно изогнуты вверх. Дистальный зубчик на внутреннем крае верхних анальных придатков не крупнее базального и смещен дорсально. От близких видов самки отличаются наличием 9 зубчиков на яйцекладе.

## Ареал
Обитает в Восточной и Центральной Европе (Хорватия, Болгария, Греция, Италия), а также в России, Сирии, Иордании, Израиле и Турции, на островах в восточном Средиземноморье — Кипре, Корсике, Крите и Сицилии.
На Украине вид отмечен на юге Украины — достоверно известен из Одесской, Донецкой области и Крыма. В 2004—2005 годах найден в Луганской и Закарпатской области.

## Биология
Время лёта: с июля по октябрь включительно. Предпочитает стоячие или слабо проточные водоемы, но обязательно не пересыхающие и с хорошо развитой древесной растительностью, растущей у самого берега. Самка откладывает яйца в древесину, обычно в ветви деревьев и кустарников, свисающих над водой.